# Aspidifrontia oblata
Aspidifrontia oblata là một loài bướm đêm trong họ Noctuidae.